# ジェームス・ホープレヒト
ジェームス・ホープレヒト（James Hobrecht, 1825年12月31日 - 1902年9月8日）はドイツの都市計画家。首都ベルリンの都市計画を進めた人物である。メーメル（現リトアニア・クライペダ）出身。
水道の技術者として、ベルリンをはじめ、カイロ、モスクワなど各地の水道事業に携わった。
ビスマルクの知遇を得て大ベルリン環状計画（ホープレヒト計画、1862年）を立案し、当時人口が急増していたベルリンに広幅員道路網・鉄道を計画した。現在のベルリンの骨格はホープレヒトの計画によるもので、ベルリン都市計画の父と呼ばれる。
日本の官庁集中計画にも関与しており、1887年に訪日した。1902年、ベルリンにて没。

## 生涯
ホープレヒトは豪農で地主の父ルドルフと母イザベラ（旧姓・ジョンソン）で、メーメル（現在のクライペダ/リトアニア）で生まれた。兄弟の長兄がアーサー・ホープレヒト。
1834年に父親は、Ökonomieratに任命され、家族はケーニヒスベルクへ移住。1841年、学校教育を終え測量士として指導訓練をうけ、1844年までに習得、1845年に測量士を取得。1847年までは、東プロイセンにおけるケルン-ミンデン鉄道などに従事し、その後各地の耕地整理事業に従事していた。
1853年以降、4つ上のアンリエット・ウルフとの結婚から3人の息子と4人の娘が生まれた。
1858年、農業の後に土木訓練も経て、水利・道路・鉄道ビルダーの資格試験を受験し、合格。同じ年に、ベルリン政府の建設技術職採用で警察に入庁し、ロイヤルポリス（建物検査員）となる。
1859年から、ベルリン周辺の開発計画策定委員会長に就任。Bプラン策定を前任から引き継ぐ。
1860年に視察旅行。ハンブルク、パリ、そして後に、ロンドンやその他の英語圏の都市を渡り、近代的な下水・排水システムのプロジェクトの開発の最新の状態について習得に務めた。
1862年に、ベルリンのゾーニングや交通構造の基礎を形成する都市計画を策定し認可をうける。
1962年策定のいわゆるホープレヒト計画は、ラインベルリンとシャルロッテンブルクの都市部だけでなく、周辺地域のリングおよび放射状道路網にまで取り込んでいた。
1862年から、一年前に都市計画局長に任命されていたシュチェチン市に移転。とりわけここでは飲料水のネットワークを構築し、1870年から運用された下水道システムを構成していった。
1868年にベルリンに戻り、ベルリン大下水道計画実施計画策定の指揮を執る。ベルリンの市長だった兄のアーサー・ジョンソン・ホープレヒトの支援を受け、1869年に医師ルドルフ・ウィルヒョウがその計画の実施にあった12の地区になるベルリンの下水道放射状システムを委託。1872年、市の参事会がホープレヒトの計画案実現を決議。12の各領域では、独立した地下水路や排水コレクターがあり、それぞれへの暴露したポンプステーションがつながった。そこからは、外部への水圧力ラインを経由し市内の下水や雨水が、新たにベルリンの下水ポンプにより排水された。ベルリン市内に放射状のスキームを完成させこれは当時、世界で最も近代的な排水設備であった。
1873年から1893年までにシュチェチンやベルリンに加えて、ポツダムなど約30ものドイツ都市だけでなく、モスクワ、東京、カイロで下水システム構築に携わる。